# Coronation Gulf
Coronation Gulf (franska: Golfe du Couronnement) är en vik i Kanada.   Den ligger i territoriet Nunavut, i den centrala delen av landet, 3 300 km nordväst om huvudstaden Ottawa.